# Bryowijkia madagassa
Bryowijkia madagassa là một loài rêu trong họ Trachypodaceae. Loài này được A. Touw mô tả khoa học đầu tiên năm 1993.